# قریه مزه (روستا)
 قریه مزه  (در عربی:  قریَة المَزة )
نام روستایی است در دهستان الُمحابشة از توابع استان حَجّه در کشور یمن در شبه جزیره عربستان.

## جمعیت
جمعیت آن (۶۶) نفر (۷ خانوار) می‌باشد.